# 荷西·阿尼斯
荷西·曼努埃尔·阿尼斯·迪亚斯（西班牙語：José Manuel Arnaiz Díaz；1995年4月15日—），西班牙足球運動員，司職邊鋒，現效力於西乙球會格蘭納達。

## 球會生涯
2013年在塔拉維拉上演首秀，轉會至瓦拉多利德後，重新回到青年隊。2016年8月21日打入首顆職業進球。
2017年8月25日巴塞隆納與瓦拉多利德達成協議，轉會至巴塞隆納B隊。轉會巴塞隆納B隊後迅速成為球隊主力，並引起眾多球會如曼聯、拜仁慕尼黑、切爾西、阿森納的注意。2017年10月24日，阿尼斯在西班牙國王盃首發出場，上演一線隊首秀，並遠射進球，協助球隊擴大比分為3-0，並獲選為全場最佳球員。
2017年11月29日，在西班牙國王盃替補出場，打入一球，擴大比分為5-0。

## 技術特點
速度快，善於跑出空間，具備邊路快速突破能力，且射術與持球能力均佳。時常被拿來與前巴塞隆納主力前鋒、現任切爾西主力前鋒佩德羅(Pedro Rodríguez)比較，以新佩德羅之名聞名西班牙足壇。